# Равикович Анатолій Юрійович
Анатолій Юрійович Равикович (рос. Анатолий Юрьевич Равикович; 24 грудня 1936, Ленінград, РРФСР, СРСР — 8 квітня 2012, Санкт-Петербург, Росія) — радянський і російський актор театру і кіно, театральний режисер. Заслужений артист РРФСР (1973). Народний артист РРФСР(1983).

## Життєпис
Закінчив Ленінградський державний інститут театру, музики і кінематографії, працював у драматичному театрі Комсомольська-на-Амурі, грав на сцені Сталінградського театру імені Горького.
У 1962 році перейшов в Ленінградський театр імені Ленсовета, а з 1988 року і до останнього часу працював у  Петербурзькому академічному театрі комедії імені М.П. Акімова.
Одна з найпомітніших ролей — роль Хоботова у фільмі «Покровські ворота» 1982 року. У 1989 році зіграв Еркюля Пуаро у фільмі «Загадка Ендхауза» за романом Агати Крісті.
Останнім фільмом стала картина «Повернення мушкетерів, або Скарби кардинала Мазаріні», зйомки якого проходили в 2007 році. У цьому фільмі виконав роль кардинала Мазаріні.

## Фільмографія
- «На дикому березі» (1966, Марк Аронович Бершацький)
- «Зайвий день в червні» (1974)
- «Цей дивак Андерсен» (1974)
- «Агонія»  (1974, прохач)
- «Повітроплавець» (1975, Петро Ярославцев)
- «Театральні історії» (1976, комік)
- «Капітан Збреши-голова» (1979, дід Лютатовського)
- «Червоний велосипед» (1979, фотограф)
- «Мій тато — ідеаліст» (1980, зубний лікар)
- «Магістраль» (1982, Степняк)
- «З кішки все і почалося...» (1982, лікар)
- «Блондинка за рогом» (1982, службовець універсаму)
- «Покровські ворота» (1982, Лев Євгенович Хоботов)
- «Осінній подарунок фей» (1984, писар)
- «Прохіндіада, або Біг на місці» (1984, тамада)
- «Казкова подорож містера Більбо Беггінса, гобіта» (1985, Торін Дубощит)
- «Винятки без правил»: «Золотий гудзик» (1986, начальник таксомоторного парку)
- «Донечка» (1987)
- «Балкон» (1988, дядько Боря)
- «Приморський бульвар» (1988, т/ф, 2 с, Ілля Петрович Огоньков; Одеська кіностудія)
- «Загадка Ендхауза» (1989, Еркюль Пуаро)
- «Васька» (1989, Федір Юхимович Лобода)
- «Провінційний анекдот» (1990, т/ф, Базильський; кіностудія ім. О. Довженка)
- «Таємниця золотого брегета» (1990)
- «Привал мандрівників» (1990, Міня Мосін)
- «Фанат 2» (1990, Давід)
- «Анекдоти» (1990)
- «Блукаючі зірки» (1991, Стельмах)
- «Скандальна подія» (1991, епізод)
- «Час вашого життя» (1992)
- «Сім сорок»/ «7/40» (1992, Лісовський; Україна)
- «Таємниця вілли» (1992, Георгій Олександрович Воскобойник; кіностудія ім. О. Довженка)
- «Мушкетери двадцять років по тому» (1992, кардинал Мазаріні; Одеська кіностудія)
- «Таємниця королеви Анни, або Мушкетери тридцять років по тому» (1993, кардинал Мазаріні)
- «Грішниця в масці» (1993, Фішер; Україна—Німеччина—США)
- «Пристрасті за Анжелікою, Супермен мимоволі, або Еротичний мутант» (1993, Блюм; Росія—Україна)
- «Серп і молот» (1994, професор)
- «Викуп» (1994, Сруль Соломонович Судакер, аферист-валютник з великим досвідом; Україна)
- «Поїзд до Вrоокlуnа» (1994; Росія—Україна)
- «Російський транзит» (1994, Льова Перельман, контрабандист)
- «Репортаж» (1995; Росія—Україна)
- «Хіппініада, або Материк кохання» (1997; Україна)
- «Історія про Ричарда, Мілорда і прекрасну Жар-птицю» (1997, «Рублік»)
- «Вулиці розбитих ліхтарів» (1998, серія «обнесений вітром»; Геннадій Петрович)
- «Тартарен із Тараскона» (2003, Тартарен)
- «Дві долі. Нове життя» (2008, Лев Юхимович Яневич)
- «Викрадення богині» (2009, Йосип Давидович, директор цирку)
- «Не бійся, я з тобою! 1919» (2013, директор цирку «Шапіто») та ін.